# Didier Pineau-Valencienne
Didier Pineau-Valencienne, (distrito 16 de París, 21 de marzo de 1931- 19 de diciembre de 2024) fue un líder empresarial francés, director de Schneider Electric.

## Biografía
Proveniente de una familia de Vendée, Didier Pineau Valencienne estudió en HEC Paris y luego partió hacia Estados Unidos para continuar sus estudios en la Tuck School of Business del Dartmouth College y en la Escuela de Negocios Harvard.
Después de trabajar durante un tiempo en el grupo Gallimard, se incorporó al grupo Empain, donde organizó la compra de una parte de Schneider en los años 1960. Se hizo cargo de una de las empresas del grupo Empain al borde de la quiebra: Carbonisation Et Charbon Actifs (CECA). La empresa se reforma y consigue obtener beneficios. En 1969, DPV abandonó el grupo Empain para incorporarse a Rhône-Poulenc, donde se hizo cargo de las filiales en crisis con la misión de reestructurarlas. Luego integró la estrategia y el control de gestión del grupo, implementó métodos de gestión estadounidenses y participó en la reorientación estratégica del grupo en dificultades debido a la primera crisis del petróleo. Director de las divisiones industriales de polímeros y petroquímica, Édouard-Jean Empain lo llamó para dirigir el grupo Schneider.
Nombrado director general del grupo Empain-Schneider en 1980, Didier Pineau-Valencienne reestructuró el grupo aplicando métodos de gestión adquiridos en Rhône-Poulenc: estableció la estrategia y el control de gestión a su llegada. Organiza la transformación del grupo buscando integrarlo en lo que entonces es un conglomerado de empresas no unificado. Sin embargo, las importantes dificultades del grupo, con los efectos de las crisis del petróleo y la crisis económica, llevaron a una profunda redefinición de la estructura de la empresa. Después de varios meses de negociaciones infructuosas con el gobierno de Pierre Mauroy y del fracaso de la intervención estatal en el grupo Creusot-Loire, Didier Pineau-Valencienne se vio obligado a liquidar el grupo en 1984. Esta quiebra tuvo un gran impacto. Este fracaso, que Didier Pineau Valencienne analiza como consecuencia de una excesiva politización de la cuestión, condujo a una importante reestructuración del grupo Schneider, que perdió gran parte de sus actividades.
Los años 80, sin embargo, marcaron grandes éxitos para Didier Pineau-Valencienne: la integración, así como la aplicación de métodos contables y estratégicos, permitieron al grupo reorientarse en el sector eléctrico y convertirse progresivamente en uno de los líderes mundiales. Las dos OPA hostiles con Télémécanique y con la empresa estadounidense Square D son un éxito. Estas dos adquisiciones convirtieron a Schneider en el líder mundial en distribuidores eléctricos a principios de los años 1990. DPV organiza la integración gradual del grupo, formado entonces por filiales, y simplifica las disposiciones financieras adquiriendo las distintas filiales del grupo para atraer accionistas y cambia el nombre de la empresa que pasa a ser Schneider Electric. Durante una de estas ofertas públicas de adquisición, en 1993, la justicia belga lo inquietó. Incluso fue puesto en prisión preventiva en Bruselas durante doce días. En esta ocasión volvemos a hablar del secuestro del barón Empain en 1978, que le llevó a abandonar sus responsabilidades al frente del grupo. En aquel momento, los rumores hablaban de una maniobra político-empresarial destinada a desacreditar a un belga al frente de una empresa que, con el tiempo, se había vuelto cada vez más francesa. La sentencia de 2006 no menciona este tema y sólo condena a Didier Pineau-Valencienne por fraude. Sin embargo, después de doce años de proceso, tras haberse excedido el plazo razonable, no se impuso ninguna sentencia. Después de haber reorientado la actividad del grupo hacia el sector eléctrico y de haber abandonado los sectores metalúrgico y siderúrgico del antiguo grupo Empain, lanzó en 1995 el plan Schneider 2000 para acelerar la integración y la rentabilidad del grupo y abandonó la dirección. del grupo Schneider en 1999, a la edad de 66 años.
Además del liderazgo de Schneider, Didier Pineau-Valencienne apoya la creación del euro y de una zona de libre comercio. A petición del Ministro de Educación, Jack Lang, en 1993, y de François Bayrou, en 1996, redactó dos informes. En estos informes, defendía el desarrollo de la formación de aprendices y la integración de las empresas en las carreras universitarias. En 1997 asumió la responsabilidad de asuntos sociales y vicepresidente del CNPF, apoyando las pasantías de diplomado. En la década de 2010, se lanzó a financiar empresas innovadoras a través del fondo de capital privado Sagard, pero también a través de Montaigne Capital.